# Severočeši.cz
Severočeši.cz (zkratka S.cz) je politické hnutí, které samo sebe označuje „za nadstranickou platformu“ v Ústeckém kraji.
Bylo založeno podnikatelem Jiřím Zelenkou, který v komunálních volbách 2006 uspěl na kandidátce Sdružení Mostečané Mostu.
V letech 2010–2022 reprezentoval hnutí v Senátu PČR Jaroslav Doubrava.

## Volební program
Kriticky se staví jak k ODS, tak k ČSSD a hlavním volební heslem sdružení je „Co jiní rozkradou, my rozdáme“. Ve svém programu prosazuje např. „nekompromisní boj s ekonomickou mafií a jejím prorůstáním do politiky“, „vodovod a kanalizace pro každou obec“, „vytvoření systému krajských stipendií pro lékaře“ aj. Často bývá kritizováno za nestandardní praktiky během předvolební kampaně jako je rozdávání spotřebního zboží, např. kol či počítačů, což bývá označováno i za formu uplácení.

## Skandalizace ústeckého hejtmana Šulce
Hnutí zahrnulo v říjnu 2008, krátce před volbami ústeckého hejtmana, vedoucího jeho kanceláře, krajského radního za ČSSD a ředitele severočeské policejní správy dotazy, které naznačují, že se údajně vědomě podílejí na organizovaném zločinu. Kancléř Aleš Konopásek například podle hnutí vybírá pro hejtmana každé zadané krajské zakázky 8,5 procenta. Hejtman Jiří Šulc označil soubor otázek za lži a nesmysly a obvinil hnutí. „Normální člověk se tomu může jen smát. Je před volbami a kampaň dosud probíhala celkem slušně. Toto je ale příklad nejpokleslejší a extra nečestné volební kampaně“.

## Spor o limity těžby uhlí
Politické hnutí se jako jediné z větších politických subjektů kandidujících v krajských volbách jasně nevyjádřilo k budoucnosti limity těžby uhlí v regionu. Všechny ostatní strany kromě KSČM jasně vyslovily pro zachování limitů chránících Horní Jiřetín a Černice. ČSSD má zachování limitů ve volebním programu a SZ i ODS požadují navíc tzv. odpis zásob uhlí pod Horním Jiřetínem. Organizace Greenpeace několik týdnů usilovala o jasné stanovisko k další těžbě uhlí v regionu a 9. října 2008 uspořádala před mosteckou radnicí protestní akci pod heslem „Severočeši.cz, přestaňte mlžit o těžbě!“.

## Kauza Bronislav Schwarz
Ředitel Správy Severočeského kraje Policie České republiky Jiří Vorálek obvinil ředitele Městské policie v Mostě Bronislava Schwarze a kandidáta uskupení Severočeši.cz z vědomého lhaní. Vorálek 30. září 2008 v otevřeném dopise uvedl, že si Schwarz připisuje neexistující zásluhy a nepravdivě kritizuje činnost policie, ačkoliv jinak sám musel pro neschopnost od policie odejít. Severočeši.cz na dopis reagovali tiskovým prohlášením, ve kterém fakta uváděná Vorálkem nevyvracejí, ale přesto konstatují, že jejich kandidát je „slušný a bezúhonný člověk, který má naši plnou důvěru“. A dále prohlásili, že „podnikají právní kroky v souvislosti s tímto jeho konáním“

## Spor o vedení hnutí

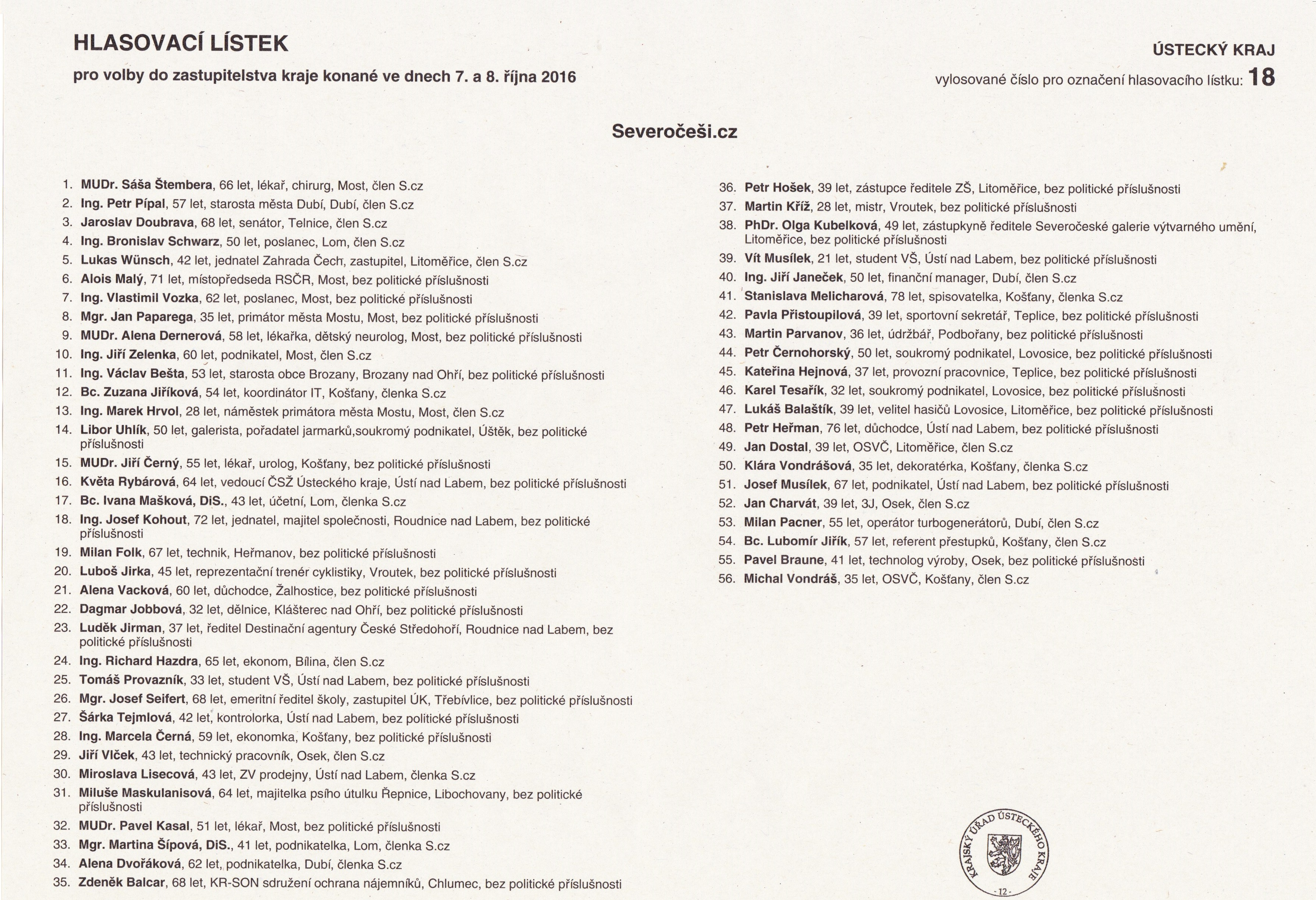
Vyřazený hlasovací lístek č. 18 pro Krajské volby 2016

V říjnu 2013 byl novým předsedou hnutí zvolen Bronislav Schwarz. Ministerstvo vnitra ČR ale volbu neuznalo, a tak se musela 10. února 2014 opakovat. I tato volba však byla právní cestou zpochybňována. Dne 10. srpna 2016 nabyl právní moci rozsudek Okresního soudu v Mostě, podle něhož jsou usnesení, která byla přijata na valné hromadě konané dne 10. února 2014 a týkala se statutárního orgánu politického hnutí, neplatná. Bronislav Schwarz tak přestal být předsedou hnutí.
Dne 29. září 2016, týden před krajskými volbami, nechala zmocněnkyně hnutí a zároveň jeho 1. místopředsedkyně Hana Jeníčková odvolat všech 55 kandidátů v Ústeckém kraji (den před volbami tento krok potvrdil i soud). Návrh na vyškrtnutí padl i v případě senátorky Aleny Dernerové, která obhajuje jako nestraník za Severočechy.cz mandát v obvodu č. 4 - Most. Mostecký magistrát jej však nepřijal.
Dne 24. října 2016 se konala valná hromada hnutí, která opět zvolila předsedou Bronislava Schwarze, prvním místopředsedou se stal Břetislav Hutárek. O dva týdny později, dne 10. listopadu 2016, rozhodl Nejvyšší správní soud ČR, že senátní volby na Mostecku jsou neplatné a zopakují se jako celek. Opětovné zvolení Aleny Dernerové senátorkou se tak stalo neplatným.
Nejvyšší soud začátkem roku 2019 prohlásil rozhodnutí, jimiž byla vyslovena neplatnost usnesení valné hromady hnutí z 10. února 2014 za nezákonná a zrušil je.